# Бульверія
Бульверія (Bulweria) — рід морських птахів родини буревісникових (Procellariidae). Містить 3 види, з яких один вид вимер у 16 столітті. Рід названий на честь англійського натураліста Джеймса Бульвера.

## Види
- Бульверія тонкодзьоба, Bulweria bulwerii (Jardine & Selby, 1828)
- †Бульверія санта-геленська[4], Bulweria bifax Olson, 1975
- Бульверія товстодзьоба, Bulweria fallax Jouanin, 1955